# Anne Wilkinson
Anne Cochran Wilkinson, född 21 september 1910, död 10 maj 1961, var en kanadensisk poet och författare. Hon var en del av den modernistiska rörelsen inom den kanadensiska poesin på 1940- och 1950-talen. Tillsammans med Dorothy Livesay och P.K. Page var Wilkinson en av få framstående/uppmärksammade kvinnliga poeter under perioden.

## Uppväxt och familj
Wilkinson föddes som Anne Gibbons i Toronto, Ontario, i hemmet Craigleigh i området Rosedale. Craigleigh i Rosedale som också varit hem för hennes morfar Sir Edmund Boyd Osler, bankman och Ontario-politiker. Anne hade två syskon, Mary Osler och advokaten George Gibbons. 
Anne Wilkinson växte upp på flera olika platser. I privilegierat samhällskretsar i London, Ontario. Efter sin fars död i multipel skleros 1919, i Toronto och Kalifornien. Samt på sin farfars lantgård vid Roches Point vid Lake Simcoe.

## Karriär
År 1946 hade flera av Wilkinsons dikter publicerats i litterära tidskrifter, och därefter publicerade hon två diktsamlingar, Counterpoint to Sleep (1951) och The Hangman Ties the Holly (1955), varav den senare utnämndes av Northrup Frye som en volym "poesi av särskild betydelse" det året. Hon publicerade också två prosaböcker före sin alltför tidiga död i lungcancer 1961: Lions in the Way (1956), en berättelse om hennes mors familj, och Swann och Daphne (1960), en modern saga med barn som målgrupp. Hon var en av grundarna, redaktörerna och ekonomiskt stödjande för den litterära kvartalstidskriften The Tamarack Review, och hennes verk publicerades i flera av den tidens framstående kanadensiska publikationer, inklusive Northern Review. Verken ur publikationerna antologiserades i olika utgivningar: The Oxford Book of Canadian Verse (red. AJM Smith, 1960), The Penguin Book of Canadian Verse (red. Ralph Gustafson, 1975) samt Canadian Poetry 1920 to 1960 (red. Brian Terhearne, 2010). Canadian Poetry 1920 to 1960 sändes också på CBC Radios Anthology och delar av Wilkinsons verk spelades in på albumet Six Toronto Poets, tillsammans med dikter av WWE Ross, Raymond Souster, Margaret Avison, James Reaney och Jay Macpherson.
Hennes nära vän AJM Smith redigerade och gav ut The Collected Poems of Anne Wilkinson and a Prose Memoir, som publicerades postumt 1968. Hennes författarskap hyllades av konstnären och filmskaparen Joyce Wieland samt av författaren Michael Ondaatje. Hennes verk tonsattes av kompositören Oskar Morawetz, Elegy: Voice and Piano. 
I början av 1990-talet blev verken i det samlande verket på nytt redigerad men nu av Joan Coldwell vilket ledde till en nyutgåva av dikterna, samt en volym av Wilkinsons självbiografiska skrifter.
Wilkinsons verk har återupplivats och fått mer uppmärksamhet sedan publiceringen år 2003 av Heresies: The Complete Poems of Anne Wilkinson, 1924–1961, redigerad av Dean Irvine. Wiklinsons verk har också inkluderats i diskussioner i nyare antologier som An Anthology of Canadian Literature in English, Modern Canadian Poets, Wider Boundaries of Daring: The Modernist Impulse in Canadian Women's Poetry, och Earth and Heaven, An Anthology of Myth Poetry.

## Verk i urval

### Poesi
- Counterpoint to Sleep. Montreal: First Statement Press, 1951.
- The Hangman Ties the Holly. Toronto: Macmillan, 1955.
- The Collected Poems of Anne Wilkinson and a Prose Memoir, ed. A.J.M. Smith. Toronto: Macmillan, 1968.
- The Poetry of Anne Wilkinson and a Prose Memoir, ed. Joan Coldwell. Toronto: Exile Editions, 1990.
- Heresies: The Complete Poems of Anne Wilkinson, 1924–1961, ed. Dean Irvine. Montreal: Véhicule Press, 2003.
- The Essential Anne Wilkinson - poems, ed. Ingrid Ruthig. Erin: The Porcupine's Quill, 2014.[14][15]

### Prosa
- Lions in the Way: A Discursive History of the Oslers. Toronto: Macmillan, 1956.
- Swann and Daphne, a children's story. Toronto: Oxford University Press, 1960.
- The Tightrope Walker: Autobiographical Writings of Anne Wilkinson, ed. Joan Coldwell. Toronto: University of Toronto Press, 1992.

### Andra
- Elegy: Voice and Piano, music Oskar Morawetz, words Anne Wilkinson. Aneneas Music, 1989.